# 扇肢亞目
扇肢亞目（學名：Flabellifera）是一個甲殼亞門軟甲綱等足目之下的一個棄用生物分類。這個亞目有超過3000物種，但後來證實若不是多系群的話，就是一個並系群。所以現時其部分物種已分開了成為Sphaeromatidea，而餘下的物種跟原來的寄生亞目合併，組成了新的縮頭水蝨亞目（Cymothoida）。